# Attila Sudár
Attila Sudár (né le 11 avril 1954 à Budapest) est un joueur de water-polo hongrois, champion olympique en 1976.